# 四庫全書

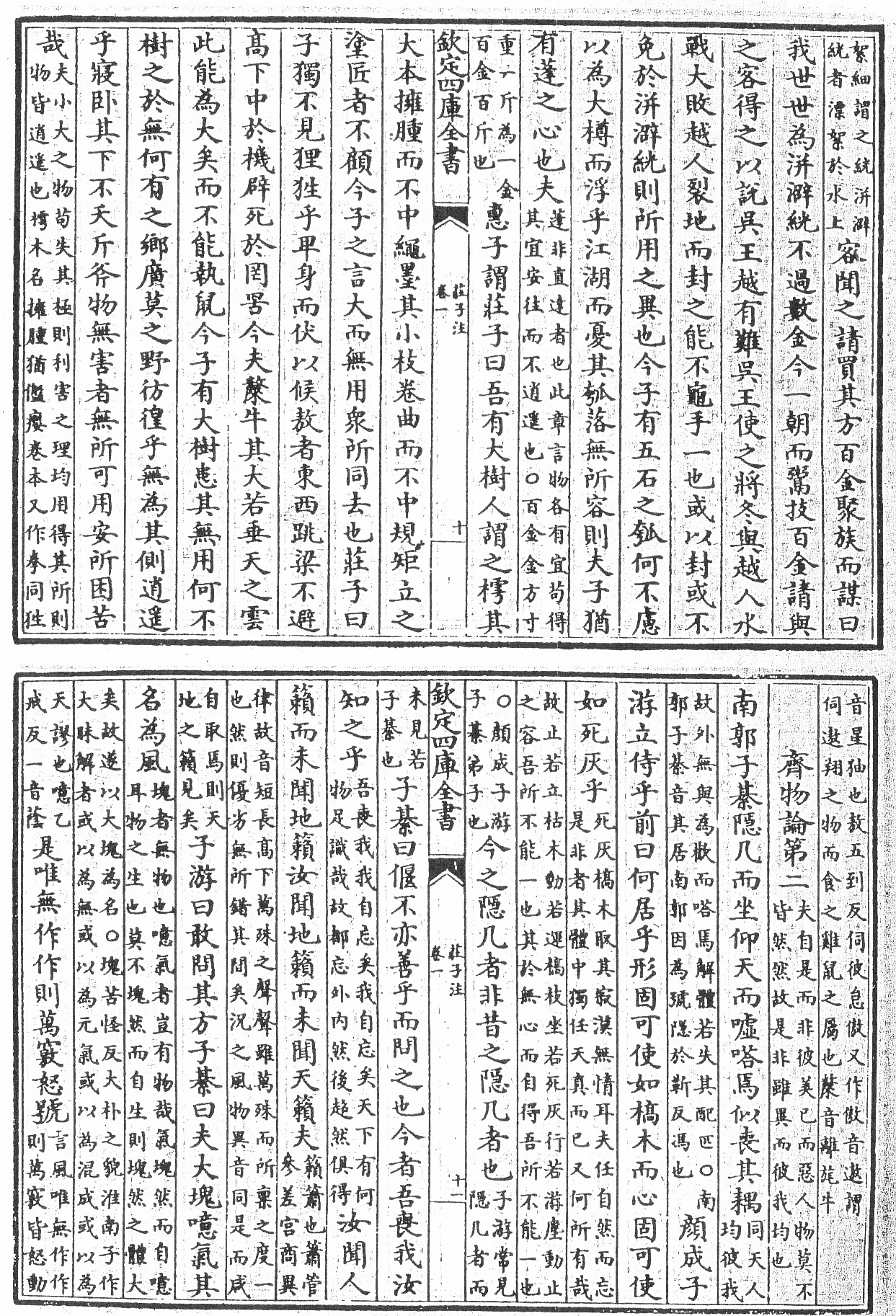
四庫全書（荘子の書）

『四庫全書』（しこぜんしょ、正体字: 四庫全書、拼音: Sìkù quánshū、満州語：ᡩᡠᡳᠨ
ᠨᠠᠮᡠᠨ ᡳ
ᠶᠣᠣᠨᡳ
ᠪᡳᠳᡥᡝ 、転写：duin namun-i yooni bithe）は、中国・清朝の乾隆帝の勅命により編纂された、中国最大の漢籍叢書である。
全般著書は経・史・子・集4部に 44類、3503種、36000冊、230万ページ、10億字になっている（部数・巻数の数え方には数種あり）。実際に編纂に参加して正式に名前が登録された文人学者だけで400人を超える。印刷物ではなく、すべて手書きであり、筆写人員は 4000人余りである。

## 概要
全体の構成が隋以来の四部分類（経・史・子・集）によって分類整理されているため、四庫全書という。四部の書の表紙は、緑色（経部）・赤色（史部）・青色（子部）・灰色（集部）に色分けされた。広範な資料を網羅しており、資料の保存に多大な貢献をした反面、清朝の国家統治にとって障害となるような書物は、禁書扱いされ、収録されなかった図書は3,000点にのぼるという。また、たとえ収録されていても、清朝にとって都合の悪い内容は文章を改竄したり削除したりしている例が見られるため、扱いには注意が必要である。例えば、歴史学者の毛利英介によれば、四庫全書に収める宋代の史書『三朝北盟会編』では、清朝の先祖に当たる女真族を「夷狄に従属する一つの大きな部族に過ぎない」と書いていたが、史書のこの部分を削除して差別語を正式な国号に改ざんし、文瀾閣本四庫全書では「大遼に属す」と書き改めたという。また、四庫全書の編纂後により優れたテキストが発見されたり校勘された書籍もあり、そういう場合は改竄がなくても四庫全書本以外を使うのが望ましい。とは言え、四庫全書本は漢籍の叢書としては最大のものであり、この叢書にしか入っていない書も多い。後に『文淵閣四庫全書』の中から珍しいものだけを選んで『四庫全書珍本』というシリーズが出版され、欽定『蒙古源流』などの珍しい漢籍1,567種が公刊された。
本書の解題目録として、『四庫全書総目提要』200巻が作られた。
中国国内のみならず、日本（太宰春台『古文考経孔氏伝』、山井鼎『七經孟子考文補遺』）・朝鮮・ベトナムの書物や、『幾何原本』やサバティーノ・デ・ウルシス『泰西水法』といった明末清初のイエズス会士の手になる書物も収録されている。

## 沿革
1741年（乾隆6年）、集書の詔勅が発せられる。
1772年（乾隆37年）1月4日、類書の校勘の為に全文を収集する目的で各地方官に命じた。
1773年（乾隆37年）2月28日、朱筠の上奏で蒐集書籍の解題を付し、完成後『四庫全書』と命名することが許可され、「四庫全書館」が設置され、編纂が開始された。
1782年（乾隆47年）、全書は完成した。
全書の正本7部、副本1部が浄書されて、正本は、文淵閣（北京・紫禁城）・文源閣（北京・円明園）・文津閣（熱河・避暑山荘）・文溯閣（瀋陽・盛京宮殿）・文匯閣（揚州・大観堂）・文宗閣（鎮江・金山寺）・文瀾閣（杭州・聖因寺行宮）に、それぞれ収められた。また副本は、翰林院に収蔵された。
保管には専門の書庫を設置し、建物は寧波天一閣を模範として、書庫の前面に防火と消火用の池を開鑿し、後背に假山を作るよう設計された。
なお、前述の毛利英介によれば、原文を対校するとこれらの写本は少しずつ違っており、これは後述のように戦火で焼失したものを後に写本で補った時に違いが生じたものだという。内藤湖南は、内藤湖南は「北方の四閣は天子閲覽の爲に、江南のものは一般公衆の觀覽に供することなるを以て、北方の悉く監生の寫字に成り、字體も大いに同一の體裁を具へて立派なるに反し、南方三閣のものは、筆耕に寫させ、製本亦粗なるの差あり」としており、元々南方の四庫全書は民衆向けの図書館だったために写本を行ったものが科挙に合格した知識人ではなく、アルバイトの貧しい文人に写させたものなので北方のものより粗末だったとしている。北方の四庫全書のうち、最も保存状態が良い台湾故宮蔵の「文淵閣四庫全書」は電子版が日本の国立国会図書館でも閲覧でき、関西館には影印本が所蔵されている。

## 経過と現状
| 版本     | 蔵書閣      | 蔵書閣の場所   | 蔵書閣の現状            | 図書の現収蔵場所                                                 | 出版情況・備考 |
| -------- | ----------- | -------------- | ----------------------- | ---------------------------------------------------------------- | --- |
| 文淵閣本 | 文淵閣      | 北京・紫禁城   | 現存                    | 台湾（中華民国）台北市 国立故宮博物院                            | 民国76年（1986年）文淵閣本「四庫全書」の影印版を出版。民国99年（2010年）再版                                                                  |
| 文源閣本 | 文源閣      | 北京・円明園   | 現存せず                | フランス フォンテーヌブロー宮殿 日本 東洋文庫 （いずれも一部分） | 咸豊10年（1860年）イギリス・フランス連合軍による北京攻撃により焼失                                                                            |
| 文津閣本 | 文津閣      | 熱河・避暑山荘 | 現存                    | 北京市 中国国家図書館                                            | 2005年文津閣本「四庫全書」の影印版を出版 |
| 文溯閣本 | 文溯閣      | 瀋陽・盛京宮殿 | 現存                    | 甘粛省蘭州市 甘粛省図書館                                        | |
| 文匯閣本 | 文匯閣      | 揚州・大観堂   | 現存せず                | 現存せず                                                         | 咸豊3年（1853年）の太平天国軍の揚州攻略時に焼失                                                                                               |
| 文宗閣本 | 文宗閣      | 鎮江・金山寺   | 2011年に再建            | 現存せず                                                         | 道光22年(1842年)のアヘン戦争で破壊された後、咸豊3年（1853年）の太平天国軍の鎮江攻撃により焼失 文淵閣本「四庫全書」の影印版を収蔵              |
| 文瀾閣本 | 文瀾閣      | 杭州・聖因寺   | 光緒6年（1880年）に再建 | 浙江省杭州市 浙江省図書館                                        | 咸豊11年（1861年）の太平天国軍の杭州攻略時に蔵書の大半が失われたが、その後、丁氏兄弟の尽力により復旧 2006年文瀾閣本「四庫全書」の影印版を出版 |
| 副本     | 清朝 翰林院 | 北京・東長安街 | 現存せず                | 現存せず                                                         | 光緒26年（1900年）義和団の乱により焼失 |

現存しているのは文淵閣・文津閣・文溯閣の3種類（文瀾閣は一度失われた後に復旧）である。このうち文溯閣本は1966年に中ソ対立が実際の戦争になる可能性に備えて蘭州市に疎開した。1987年以降、遼寧省はたびたび文溯閣本を瀋陽市に返還するように要求しているが、甘粛省は拒否している。

## 続修四庫全書
『四庫全書』は乾隆以前の書物しか収めておらず、また選に漏れた書物も多いため、19世紀末から続編作成の提案がなされたが、長い間実現しなかった。東方文化事業では『四庫全書』そのものではなく『四庫全書総目提要』の続編にあたる『続修四庫全書提要』の編纂を行い、32,961本もの提要が書かれたが、太平洋戦争の勃発によって事業は中断された。
中華人民共和国で、1994年に『続修四庫全書』事業が開始され、2002年に上海古籍出版社から出版された。『続修四庫全書』は『四庫全書』の1.5倍にあたる全5,212種からなる。